# せまソン♪
『せまソン♪』は、日本テレビで2013年10月4日から2014年3月28日まで金曜日0:54 - 1:24に放送された音楽バラエティ番組。
レコチョクの一社提供番組。『東京エトワール音楽院』の後継番組。

## 概要
東京のどこかにあるせまーいミュージックバー「Ce Mai」（せまーい）が舞台。
せまーいことにこだわる芸人とミュージシャンがせまーいシチュエーションのプレイリストを選曲する。

## 出演者
マスター
- 渡部建（アンジャッシュ）

アルバイト
- 高田秋

## スタッフ
- ナレーション：三村ロンド
- 構成：ヒロハラノブヒコ、北原ゆき、キシ
- TM：今村公威
- SW：望月達史、諏訪勝
- カメラ：東武志、大谷アグリ
- VE：夏越一徳
- 音声：瀧島要介、加賀金重郎
- 照明：粂野高央
- 音効：高取謙
- TK：桜井えみこ
- 編集：飯田光朗
- MA：久米川広成
- CG：近藤樹
- 美術：佐藤千穂
- デザイン：田澤奈津美、熊崎真知子
- 大道具：葛尾圭司
- 小道具：米山幸市
- 技術協力：NiTRo
- 美術協力：日テレアート、Pack Paper Photo
- 編成：堀金澄彦、原司
- 営業：江成真二
- 宣伝：明比雪
- AD：岡本華奈、佐々木龍一
- デスク：津下佳子
- AP：伊藤真和、清千里
- ディレクター：長岡均、世良田佳男、松田由紀子、岡本洋子、宮良純子
- 演出：川口信洋、阿部聡
- プロデューサー：今井康則、鈴木敦、兜森英美、高谷和男
- チーフプロデューサー：藤井淳
- 制作協力：AX-ON
- 製作著作：日本テレビ

### 過去のスタッフ
- 編成：鬼頭直孝
- 営業：中西健
- プロデューサー：前田直敬